# Bla Bla Bla
A Bla Bla Bla Gigi D’Agostino 1999-ben kiadott, legtöbb kiadást megért kislemeze. A lemez a címadó dal két változatát és egy új számot tartalmaz (Voyage).

## Kiadások
CD (ZYX Records)
1. Bla bla bla (Radio cut)  3:16
2. Bla bla bla (Abbentenza mix)  6:57
3. Voyage (Africanismo mix)  15:10

CD (with video) (ZYX Records)
1. Bla bla bla (Radio cut)  3:16
2. Bla bla bla (Abbentenza mix)  6:57
3. Voyage (Africanismo mix)  15:10
4. Videóklip

12"(ZYX Records)
A oldal
1. Bla bla bla (Abbentenza mix)  6:55
2. Elisir (Your Love) (Unpopiulung mix)  7:25

B oldal
1. Voyage (Africanismo mix)  15:10

CD (BXR)
1. Bla bla bla (Abbentenza mix)  6:55
2. Bla bla bla (Abbentenza in FM mix)  4:18
3. Voyage (Africanismo mix)  15:10

12" (BXR) (a.k.a. 12" Le Club)
A oldal
1. Bla bla bla (Abbentenza mix)  6:55
2. Bla bla bla (Abbentenza in FM mix)  4:18

B oldal
1. Voyage (Africanismo mix)  15:10

12" (Laserr Records)
A oldal
1. Bla bla bla (Orson W. "On the III. tip" remix)  5:57
2. Bla bla bla (Orson W. "Hands up" remix)  4:25

B oldal
1. Bla bla bla (Mr. Martin speed garage mix)  5:47
2. Bla bla bla (Mr. Martin filtered club mix)  6:03

CD (EMI Music France)
1. Bla bla bla (Abbentenza in FM mix)  3:45
2. Bla bla bla (Scream remix radio edit)  3:30
3. Bla bla bla (CFC 12 club remix)  6:26

12" (EMI Music France)
A oldal
1. Bla bla bla (Abbentenza mix)  6:55
2. Bla bla bla (Abbentenza in FM mix)  4:18

B oldal
1. Bla bla bla (Mr. Martin speed garage mix)  5:47
2. Bla bla bla (CFC 12 club remix)  6:26

Bla Bla Bla (More Mixes) 12" (EMI Music France)
A oldal
1. Bla bla bla (Scream club mix)  6:28
2. Bla bla bla (Scream remix radio edit)  3:30

B oldal
1. Bla bla bla (Mr. Martin filtered club mix)  6:03
2. Bla bla bla (Scream in live mix)  6:12

CD (Iceberg Records) 2000
1. Bla bla bla (Radio cut)  3:11
2. Bla bla bla (Abbentenza mix) 6:55
3. Bla bla bla (Album version)  4:15
4. La dance (Tecno Fes vol.1 mix)  6:15
5. Another Way (Tecno Fes vol.1 mix)  6:15
6. La marche electronique (Tecno Fes vol.1 mix)  6:01

12" promo) (BMG UK & Ireland) 2000
A oldal
1. Bla bla bla (Megamind remix)  6:05

B oldal
1. Bla bla bla (Mario Piu remix)  6:23

CD (Golden-Dance-Classics) 2000
1. Bla bla bla (Radio cut)  3:11
2. Bla bla bla (Abbentenza mix)  6:55
3. Bla bla bla (D-N-S with Steve L. mix)  5:19
4. Bla bla bla (Mr. Martin speed garage mix)  5:46
5. Bla bla bla (Scream club mix)  6:26
6. Bla bla bla (Dark mix)  5:40
7. Bla bla bla (Mr. Martin filtered club mix)  6:03

12" S/Sided, promó (ZYX Records) 2000
A-oldal
1. Bla bla bla (Mario Piu remix) 6:23

CD promó (BMG UK & Ireland) 2000
1. Bla bla bla (UK radio mix)  2:50

12" promó (BMG UK & Ireland) 2000
A oldal
1. Bla bla bla (Abbentenza mix)  6:55

B oldal
1. Bla bla bla (Scream club mix)  6:26
2. Bla bla bla (Scream live mix)  6:12

CD (BMG UK & Ireland) 2000
1. Bla bla bla (UK radio mix)  2:50
2. Bla bla bla (Abbentenza mix)  6:55
3. Bla bla bla (Mario Piu remix)  6:23

12" BMG UK & Ireland) 2000
A oldal
1. Bla bla bla (Megamind mix)  6:05

B oldal
1. Bla bla bla (Abbentenza mix)  6:55

CD (Laserr Records) 2000
1. Bla bla bla (Abbentenza in FM mix)  4:18
2. Bla bla bla (Mr. Martin speed garage mix)  5:48
3. Bla bla bla (CFC 12 club remix)  6:27

Bla Bla Bla (Remix) (CD) (ZYX Records) 2000
1. Bla bla bla (Original radio cut)  3:11
2. Bla bla bla (Scream club mix)  6:26
3. Bla bla bla (D-N-S with Steve L. mix)  5:19
4. Bla bla bla (Mr. Martin speed garage mix)  5:46
5. Bla bla bla (Abbentenza mix)  6:55

Bla Bla Bla (Remix) (12", White label) (ZYX Records) 2000
A oldal
1. Bla bla bla (Scream club mix)  6:26
2. Bla bla bla (D-N-S with Steve L. mix)  5:19

B oldal
1. Bla bla bla (Mr. Martin speed garage mix)  5:46
2. Bla bla bla (Abbentenza mix)  6:55

The Riddle/Bla Bla Bla (CD) (Popular Records) 2001
1. The Riddle (Radio cut)  3:24
2. The Riddle (Alternative radio cut)  3:26
3. The Riddle (Original mix)  4:45
4. The Riddle (Club mix)  5:31
5. The Riddle (Tanzen mix)  6:11
6. Bla bla bla (Original mix)  4:20
7. Bla bla bla (Dark mix)  5:39
8. Bla bla bla (RKG tweaked mix)  6:14
9. Bla bla bla (Trans mix)  6:30
10. Bla bla bla (D-Funx mix)  6:26

CD promó (EMI Records) 2002
1. Bla bla bla (Abbentenza in FM mix) (Radio mix)  4:20
2. La passion (medley with Rectangle) (Tanzen vision remix)  7:03
3. Bla bla bla (Abbentenza mix) 6:55

CD (Noise Maker Benelux) 2002
1. Bla bla bla (Abentenza in FM mix)  4:20
2. Bla bla bla (Abbentenza mix)  6:55
3. Voyage (Africanismo mix)  15:10

CD (with video) (Liberty EMI Records UK) 2002
1. Bla bla bla (Abbentenza in FM mix) (Radio mix)  4:20
2. La passion (medley with Rectangle) (Tanzen vision mix)  7:03
3. Bla bla bla (Abbentenza mix)  6:55
4. Videóklip

Bla Bla Bla 2003 (12", S/Sided, promó) (ZYX Records) 2003
A oldal
1. Bla bla bla (Blando remix)  6:13

Bla Bla Bla 2003 (12") (ZYX Records) 2003
A oldal
1. Bla bla bla (Blando remix)  6:13
2. Bla bla bla (Abbentenza mix)  6:55

B oldal
1. Bla bla bla (Scream club mix)  6:26
2. Bla bla bla (Mr. Martin speed garge mix)  5:46

## Szerzők
Bla Bla Bla & Voyage: L. Di Agostino - Media Songs Srl.

## Érdekességek
- A Bla bla bla volt Gigi első videóklipje. A videóklip (akárcsak a The riddle-é) tisztelgés a La Linea című népszerű olasz animációs filmsorozat előtt.
- A Voyage (Africanismo mix) egyike az első Lento violento számoknak.